# Форт Иисус
Форт Иисус (порт. Forte Jesus de Mombaça) — португальское фортификационное сооружение в Момбасе (Кения). Построен в 1593 году архитектором Джованни-Баттистой Кайрати. Неоднократно переходил от португальцев к туркам и обратно, пока в 1875 году не был захвачен британцами, использовавшими его как тюрьму. Незадолго до получения Кенией независимости приобрёл статус национального памятника, в 2011 году включён ЮНЕСКО в список объектов Всемирного наследия.

## История
Хотя португальцы впервые появились в Восточной Африке в конце XV века, их присутствие там нарастало лишь постепенно. Португальские колонии подвергались постоянным атакам со стороны господствовавших в регионе до их прихода турок. Толчком к строительству современной крепости в Момбасе послужили турецкие рейды 1585 и 1589 годов. В итоге в 1593 году в Момбасе был заложен пятибашенный Форт Иисус, и к 1596 году итальянский архитектор Джованни-Баттиста Кайрати завершил его строительство. Форт был построен из местного коралла на утёсе рядом с гаванью, куда заходили португальские военные и торговые корабли.
Момбаса, как опорный пункт португальского присутствия в Восточной Африке, в течение всего XVII века находилась в центре постоянных военных действий. Впервые она была захвачена местным султаном Юсуфом бин Хасаном (принявшим ранее крещение как Жерониму Шингулия) в 1631 году. Султан убил португальского коменданта и перебил всё португальское население Момбасы, включая 70 детей. Город, а с ним и Форт Иисус, переходили из рук в руки девять раз. Среди прочего, форт, стены которого успешно выдерживали огонь тогдашней артиллерии, выдержал почти трёхлетнюю осаду оманских войск в 1696—1698 годах. Весь гарнизон крепости погиб (не столько от вражеского огня, сколько от болезней), а последний уцелевший защитник заманил вражеских солдат к пороховому погребу и взорвался вместе с ними.
В 1728 году португальцам удалось ненадолго вернуться в Момбасу, но их господство продлилось недолго. Уже через год, не дождавшись подкрепления из метрополии, Форт Иисус снова пал и власть в Восточной Африке на полтора века перешла к туркам. С 1837 года форт использовался в качестве казарм. Однако в 1875 году Форт Иисус был атакован британскими канонерками «Нассау» и «Райфлман», помогавшими подавить мятеж, поднятый комендантом форта. После артиллерийской дуэли форт был взят штурмом, началась эпоха британского господства в Восточной Африке. В 1895 году Кения была провозглашена британской колонией.
При англичанах Форт Иисус на 60 лет превратился в тюрьму для особо опасных преступников. Эту функцию он выполнял почти до признания независимости Кении, лишь 24 октября 1958 года получив статус национального парка. После проведения раскопок в форте был открыт музей. В 2011 году 35-я сессия Комитета Всемирного наследия ЮНЕСКО включила Форт Иисус в списки Всемирного наследия.

## Конструкция
Форт Иисус занимает площадь в 2,36 гектара, по форме приближающуюся к квадрату со стороной 150 метров. В соответствии с духом времени, первоначальная конструкция форта отражала принципы архитектуры Возрождения с её ориентацией на пропорции человеческого тела как образчик гармонии. Путеводитель Фроммера называет форт лучшим произведением Кайрати, сравнивая врытый в коралловую скалу форт с человеческим торсом, четыре бастиона — с руками, а вынесенное за стены передовое укрепление — с головой. Вся конструкция была направлена, во-первых, на оборону малыми силами, а во-вторых, на сокрытие ничтожности этих сил от неприятеля.
После того, как мусульмане в конце XVII века окончательно овладели фортом, началась его перестройка. Была разрушена церковь, вырыт колодец глубиной 23 метра, где накапливалась морская вода, используемая для мытья. Арабы надстроили 15-метровые стены форта ещё на три метра в высоту. Тем не менее в основном оригинальная архитектура сохранилась, причём настолько, что при реставрации 1990 года в одной из стен была обнаружена нетронутая могила португальского солдата. При реставрации используются материалы, соответствующие тем, которые использовал для строительства Джованни-Баттиста Кайрати — окаменевший коралл и известковый раствор. Ров вдоль стен форта, отдалённых от моря, в настоящее время засыпан, но состояние стен и башен оценивается как хорошее.
В центральной части форта, в более современном здании, ранее служившем казармой для солдат британского гарнизона, располагается музей, среди экспонатов которого — черепки фарфоровой посуды и другие находки с затонувших кораблей периода португальского владычества. Более старые здания во внутренней части форта разрушены практически до основания, среди лучше сохранившихся сооружений — развалины португальской часовни.